# Pictured Within

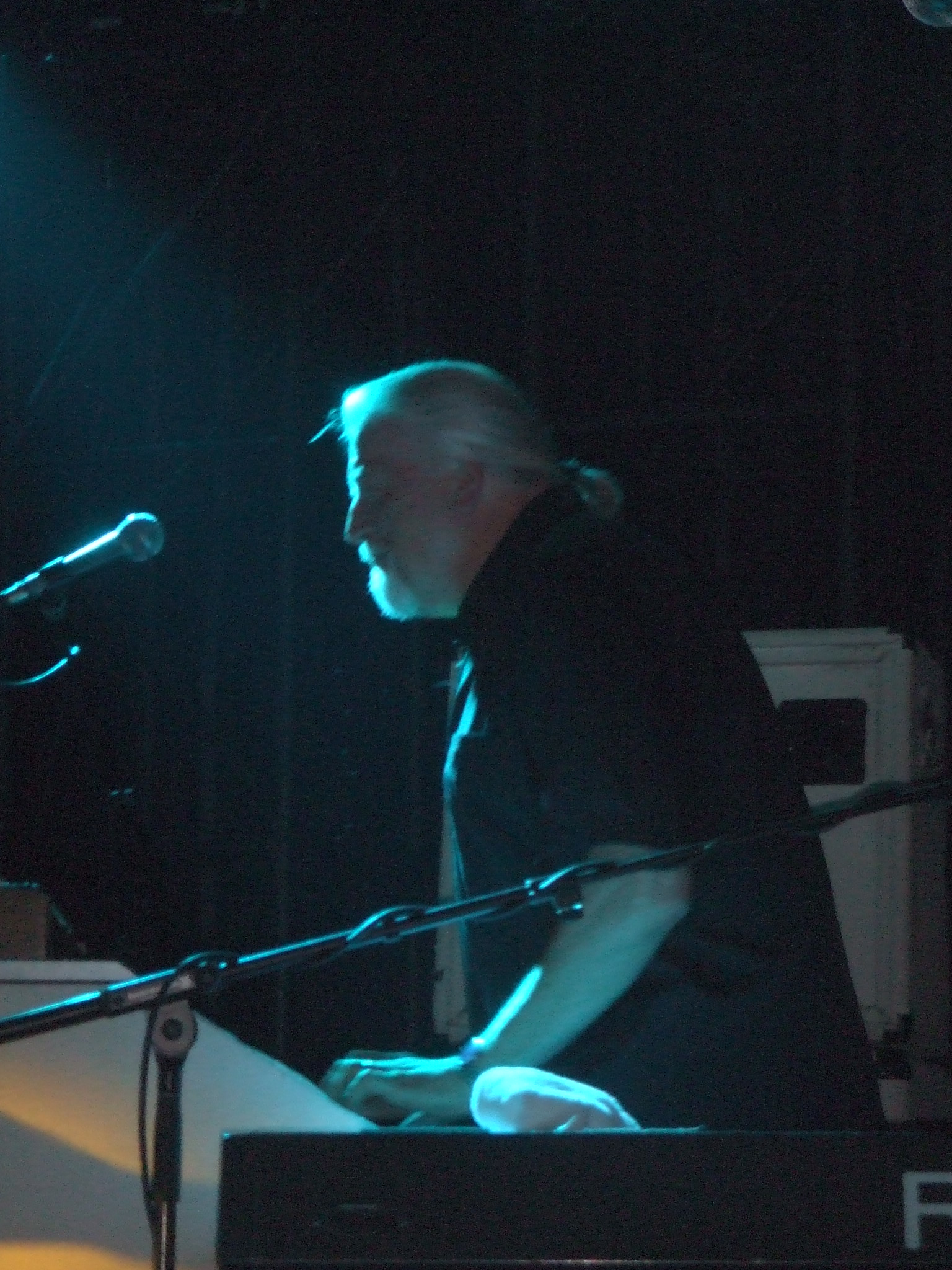
Jon Lord

Pictured Within är ett konceptalbum av kompositören och musikern Jon Lord. Det var Jon Lords första soloskiva på sexton år. De tolv musikstyckena är indelade tre och tre i fyra grupper. Skivan släpptes i oktober 1998 av ”Virgin Classics”. Jon Lord gjorde en kort turné med ”Pictured Within” i Tyskland i maj 1999.

## Innehåll
1. The valley
1. "Sunrise" (5.47)
2. "Pictured Within" (5.22) - Sång: Miller Anderson
3. "From The Windmill" (6.55)

2. Blue sky dreams
1. "Circles Of Stone" (2.24)
2. "Menorca Blue" (4.10)
3. "Evening Song" (8.00) - Sång: Sam Brown

3. Of heroes and heroines
1. "Music For Miriam" (4.48)
2. "Arc-En-Ciel" (4.29)
3. "Wait A While" (5.57) - Sång: Sam Brown

4. Beneath a higher heaven
1. "Crystal Spa (Kyrie Eleison)" (14.40)
2. "The Mountain-Sunset" (5.24)
3. "A Different Sky" (6.49)

## Medverkande
- Jon Lord - piano
- Haagen Kuhr - cello
- Ina Stock - oboe, cor Anglais
- Frank Struck - French horn
- Rodrigo Reichel - violin
- Stefan Pintev - violin
- Vytas Sondeckis - cello
- Mike Routledge - viola
- Miller Anderson - sång
- Sam Brown - sång
- Mario Argandona - percussion, sång
- Pete York - orchestral percussion
- Colin Hodgkinson - fretless bass
- Ravi - kora
- Thijs Van Leer - flöjt
- Rick Keller - sopranosaxofon
- Sabine Van Baaren - sång
- Christina Lux-York - sång
- Serge Mailiard - sång
- Stefan Scheuss - sång

## Produktionsfakta
- Kompositör: Jon Lord
- Sångtexter: Jon Lord ("Pictured Within") och Sam Brown ("Evening Song", "Wait A While")
- Inspelad i Maarweg Studios, Koln, 1997
- Studiopersonal: Frank Meyer
- Mixad av Frank Meyer och Jon Lord (assisterad av Chris Heinemann)